# Georgia Winkcup
Georgia Winkcup (née le 9 mai 1997) est une athlète australienne spécialiste des épreuves de steeple.

## Palmarès

### International
| Date | Compétition                    | Lieu       | Résultat | Épreuve                 | Performance    |
| ---- | ------------------------------ | ---------- | -------- | ----------------------- | -------------- |
| 2013 | Championnats d'Océanie juniors | Papeete    | 1re      | 2 000 m steeple         | 7 min 09 s 24  |
| 2014 | Championnats d'Océanie         | Avarua     | 1re      | Relais mixte 800 mètres | 1 min 41 s 11  |
| 2014 | Championnats d'Océanie juniors | Avarua     | 1re      | 1 500 mètres            | 4 min 29 s 97  |
| 2014 | Championnats d'Océanie juniors | Avarua     | 1re      | 3 000 m steeple         | 10 min 37 s 91 |
| 2019 | Championnats d'Océanie         | Townsville | 2e       | 3 000 m steeple         | 9 min 46 s 51  |